# You Don't Fool Me
Singles de Queen
Let Me Live
(1996) No-One but You
(1997)
Pistes de Made in Heaven
Too Much Love Will Kill You
(8) A Winter's Tale
(10)
You Don't Fool Me est une chanson du groupe Queen, sortie en single en 1996. Elle est extraite de l'album de Made in Heaven sorti en 1995. Le single contient plusieurs versions de la chanson, notamment des remixes « club », ce qui lui permet d'avoir un certain succès en Europe. En France, il s'est vendu à 77 000 exemplaires.

## Autour de la chanson
La chanson est une des rares du groupe écrites et enregistrées (du moins le chant) après les sessions de l'album Innuendo. Écrite et composée par Freddie Mercury et Roger Taylor, elle est néanmoins créditée au groupe dans son entier sur l'album Made in Heaven.
You Don't Fool Me est également l'une des dernières chansons enregistrées pour l'album Made in Heaven et a été créée d'une manière inhabituelle. Brian May a expliqué sur son site Web que le producteur du groupe, David Richards, a plus ou moins créé les bases de la chanson à lui seul, en s'appuyant sur des extraits de paroles enregistrés juste avant la mort de Mercury. Brian May a dit qu'avant le travail de Richards, il n'y avait pas de chanson à proprement parler. Cependant, après que Richards ait édité et mixé la chanson (y compris quelques harmonies enregistrées pour A Winter's Tale), il l'a présentée aux autres membres du groupe. Brian May, Roger Taylor et John Deacon ont ensuite ajouté leurs instruments et leurs chœurs et ont été surpris de se retrouver avec une chanson finie qui n'avait commencé comme rien. Le style de la chanson rappelle leur album Hot Space de 1982 et un commentaire sur celui figurant sur leur album Greatest Hits III.

## Clip vidéo
Le clip de You Don't Fool Me est réalisé par Mark Szaszy. Il est un des deux seuls avec celui de Let Me Live de l'album Made in Heaven à figurer sur la vidéo Made in Heaven: The Films et en même temps à promouvoir le single à la télévision. Il n'existe pas de clip plus « traditionnel » composé par exemple d'un montage d'archives du groupe, comme cela a été le cas pour d'autres clips du même album. Le clip se passe dans une boîte de nuit où un jeune homme recroise son ex-petite copine et se remémore leur brève relation, notamment un moment d'intimité dans une forêt que l'on peut voir durant des flash-backs. Le thème de la chanson est possiblement une continuation de l'histoire débutée plus tôt dans les chansons Play the Game et It's a Hard Life.

## Crédits
- Freddie Mercury : chant principal et chœurs
- Brian May : guitare électrique et chœurs
- Roger Taylor : batterie, percussions, claviers et chœurs
- John Deacon : guitare basse

## Liste des titres
| CD single 1. You Don't Fool Me (edit) — 3:54 2. You Don't Fool Me (album version) — 5:25 CD maxi 1. You Don't Fool Me (album version) — 5:25 2. You Don't Fool Me (edit) — 3:54 3. You Don't Fool Me (Sexy Club Mix) — 10:18 4. You Don't Fool Me (Dancing Divaz Club Mix) — 7:07 12" maxi - Europe 1. You Don't Fool Me (Sexy Club Mix) 2. You Don't Fool Me (Dancing Divaz Club Mix) 3. You Don't Fool Me (B.S. Project Remix) 4. You Don't Fool Me (Dancing Divaz Instrumental club mix) 12" maxi - États-Unis 1. You Don't Fool Me (Freddy's Club Mix) — 7:02 2. You Don't Fool Me (album version) — 5:24 3. You Don't Fool Me (Freddy's Revenge Dub) — 5:53 4. You Don't Fool Me (Queen for a Day mix) — 6:33 - Certains 12" promotionnels ne contiennent pas la version album | CD single 1. You Don't Fool Me (B.S. Project remix - edit) — 3:15 2. You Don't Fool Me (edit) — 4:40 CD maxi - Royaume-Uni 1. You Don't Fool Me (album version) — 5:24 2. You Don't Fool Me (Dancing Divaz Club Mix) — 7:05 3. You Don't Fool Me (Sexy Club mix) — 10:53 4. You Don't Fool Me (Late Mix) — 10:34 12" maxi - Royaume-Uni 1. You Don't Fool Me (Dancing Divaz Club Mix) — 7:05 2. You Don't Fool Me (Late Mix) — 10:34 3. You Don't Fool Me (Sexy Club Mix) — 10:53 4. You Don't Fool Me (album version) — 5:24 Cassette 1. You Don't Fool Me (album version) — 5:24 2. You Don't Fool Me (Dancing Divaz Club Mix) — 7:05 - La cassette possède deux faces similaires |

## Classements
| Classements (1996)                      | Meilleure place |
| --------------------------------------- | --------------- |
| Allemagne (GfK Entertainment)           | 26              |
| Autriche (Ö3 Austria Top 40)            | 23              |
| Belgique (Flandre Ultratop 50 Singles)  | 13              |
| Belgique (Wallonie Ultratop 50 Singles) | 14              |
| France (SNEP)                           | 14              |
| Irlande (IRMA)                          | 23              |
| Italie (FIMI)                           | 25              |
| Pays-Bas (Nederlandse Top 40)           | 21              |
| Pays-Bas (Single Top 100)               | 22              |
| Royaume-Uni (UK Singles Chart)          | 17              |
| Suède (Sverigetopplistan)               | 52              |
| Suisse (Schweizer Hitparade)            | 27              |

| Classement (1996)             | Position |
| ----------------------------- | -------- |
| Belgique (Flandre Ultratop)   | 58       |
| Belgique (Wallonie Ultratop)  | 70       |
| Allemagne (GfK Entertainment) | 90       |